# Astrid Timmermann-Fechter
Astrid Timmermann-Fechter (* 22. Juni 1963 in Marl) ist eine deutsche Politikerin (CDU).   Von 2013 bis 2017 war sie und seit 2021 ist sie erneut Mitglied des Deutschen Bundestages.

## Abgeordnete
Bei der Bundestagswahl 2009 unterlag sie im Bundestagswahlkreis Recklinghausen II ihrem Gegenkandidaten Michael Groß. Vier Jahre später unterlag sie im Bundestagswahlkreis Mülheim – Essen I dem SPD-Kandidaten Arno Klare. Über Platz 37 der CDU-Landesliste Nordrhein-Westfalen wurde Timmermann-Fechter bei der Bundestagswahl 2013 dennoch zum Mitglied des Deutschen Bundestages gewählt. Dort war sie Mitglied des Ausschusses für Familie, Senioren, Frauen und Jugend sowie stellvertretendes Mitglied im Ausschuss für Gesundheit. Bei der Bundestagswahl 2017 verpasste sie den erneuten Einzug in den Bundestag. Bei der Bundestagswahl 2021 unterlag sie dem SPD-Kandidaten Sebastian Fiedler im Bundestagswahlkreis Mülheim - Essen I. Über Platz 10 der CDU-Landesliste Nordrhein-Westfalen wurde Timmermann-Fechter erneut zum Mitglied des Deutschen Bundestages gewählt. 
Am 31. Januar 2025 nahm sie aus gesundheitlichen Gründen nicht an der Abstimmung über das Zustrombegrenzungsgesetz teil, das die CDU in den Bundestag einbrachte. Der Antrag scheiterte knapp. 
Bei der Bundestagswahl 2025 tritt sie für den Wahlkreis Mülheim–Essen I an. Auf der Landesliste für die Bundestagswahl steht sie auf Platz 8.